# Sium virescens
Sium virescens är en flockblommig växtart som beskrevs av Spreng.. Sium virescens ingår i släktet vattenmärken, och familjen flockblommiga växter. Inga underarter finns listade i Catalogue of Life.